# 티코 (래퍼)
티코(2003년 ~)는 대한민국의 래퍼다. 2020년 싱글 [Inside STAR]로 데뷔했다.

## 방송
- 고등래퍼 4 (2021) - Top24
- 쇼미더머니 10 (2021) - Top33

## 음반
- TATATA(PROD.Eibyondatrack) (2020)
- 백 투 더 티코 (2021)
- Way (2021)
- 나의 별 (2021)